# Alegeri legislative în Belgia, 1925
În data de 15 aprilie 1925, în Belgia se organizează alegeri generale pentru a treia oară după Primul Război Mondial.
| Partid | Partid          | Camera Reprezentanți | Camera Reprezentanți | Camera Reprezentanți | Senat     | Senat  | Senat  |
| Partid | Partid          | Voturi               | %                    | Locuri               | Voturi    | %      | Locuri |
|        | Socialist       | 821,116              | 39.48%               | 79                   | 828,854   | 40.87% | 39     |
|        | Catolic         | 778,366              | 37.42%               | 86                   | 757,804   | 37.36% | 38     |
|        | Liberal         | 304,757              | 14.65%               | 23                   | 324,823   | 16.02% | 13     |
|        | Toate celelalte | 176,414              | 8.48%                | 8                    | 116,716   | 5.75%  | 3      |
| Total  | Total           | 2,080,047            | 100%                 | 196                  | 2,028,197 | 100%   | 93     |